# كاسلفينيا: ذا آركيد
كاسلفينيا: ذا آركيد (بالإنجليزية: Castlevania: The Arcade)‏ ، هي لعبة فيديو من نوع آركيد وتصويب، أنتجت كونامي سنة 2009م.

## مصدر
1. ↑  "ムチ体感アクション『悪魔城ドラキュラ THE ARCADE』2月稼働". Gpara.com. 10 يناير 2009. مؤرشف من الأصل في 2016-03-03. اطلع عليه بتاريخ 2009-08-03.

## وصلة خارجية
- Official website (باليابانية)